# Lotten Arnoldson
Charlotta (Lotten) Fredrika Arnoldson, född 9 februari 1859 i Stockholm, död 8 oktober 1904 på samma ort, var en svensk skådespelare.
Lotten Arnoldson var dotter till operasångaren Oscar Arnoldson och Fredrika Dorotea Dag. Hon debuterade på Kungliga Dramatiska Teatern som Maritana i Don Cesar de Bazano den 5 november 1879. Hon var sedan engagerad hos Emil Hillberg vid Stora Teatern i Göteborg, hos Ludvig Josephson och Victor Holmquist vid Nya Teatern, och därefter vid Albert Ranfts resande sällskap.